# الگوریتم لان

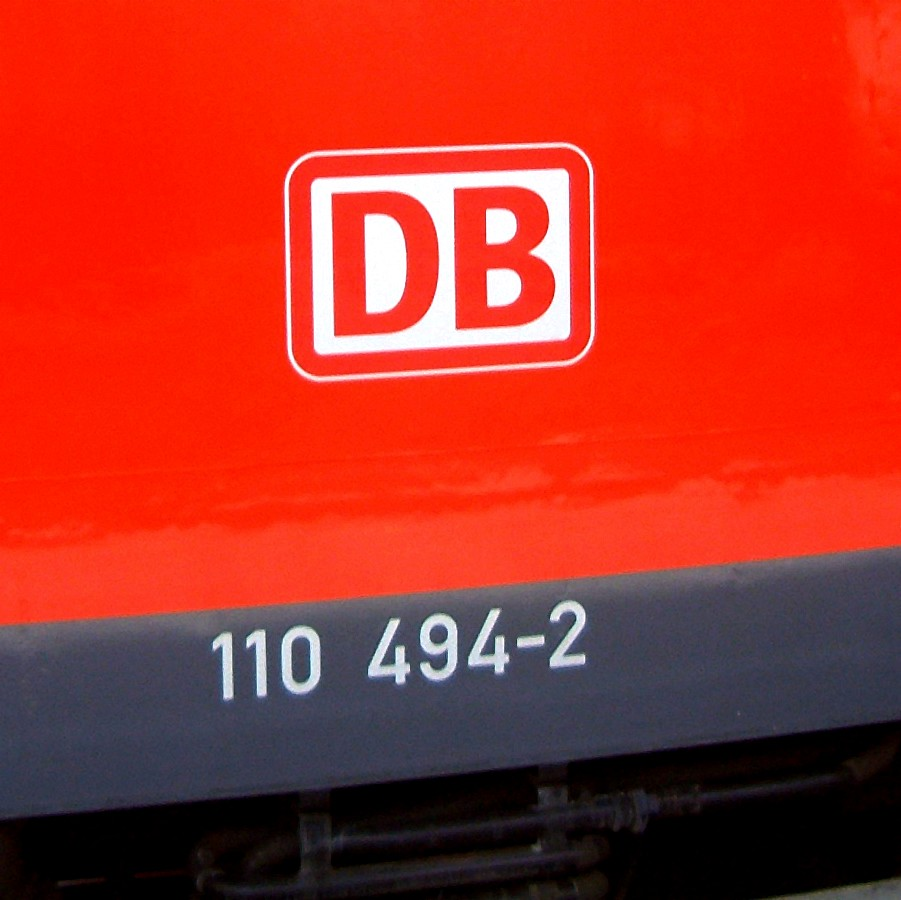
الگوریتم لان

الگوریتم لان یا فرمول لان، که به الگوریتم "پیمانه ۱۰" نیز مشهور است، یک فرمول ساده برای درستی یابی تعداد زیادی شماره شناسایی است، مانند شماره کارت‌های اعتباری، شماره‌های IMEI و شماره ملی. این روش توسط Hans Peter Luhn ابداع شد و در U.S. Patent No. ۲،۹۵۰،۰۴۸ توصیف شده.
این الگوریتم به وفور استفاده می‌شود و به منظور یک تابع درهم‌ساز رمزنگارانه استفاده نمی‌شود. در واقع این روش برای حفاظت در برابر خطاهای تصادفی می‌باشد نه حملات عمدی. بسیاری از شماره‌های کارت‌های اعتباری و شناسه‌های دولتی از این روش برای متمایز کردن شماره‌های معتبر از هر جایگشت نا معتبری از اعداد استفاده می‌شود.

## نقاط قوت و ضعف
الگوریتم لان همه خطاهای تک رقمی را تشخیص می‌دهد، و همینطور جابجا شدن دو رقم کنار هم را. ولی جابجایی ۰۹ به ۹۰ و برعکس را نمی‌تواند تشخیص بدهد. و همینطور ۷ تا از ۱۰ تا خطای دوقلو را می‌تواند تشخیص دهد(این موارد را تشخیص نمی‌دهد: ۲۲ به ۵۵و ۳۳ به ۶۶ یا ۴۴ به ۷۷).
الگوریتم‌های پیچیده تر مانند الگوریتم Verhoeff می توانند خطاهای جابجایی بیشتری را تشخیص دهند. الگوریتم Luhn mod N تعمیم این الگوریتم برای رشته‌های غیر عددی می‌باشد .
به دلیل اینکه این الگوریتم به ترتیب راست به چپ روی ارقام عمل می‌کند و رقم‌های صفر فقط در صورتی که باعث تغییر مکان شوند نتیجه را تغییر می دهند، اضافه کردن صفر به اول یک رشته عددی محاسبات را تغییر نمی‌دهد. بنابراین، اجرای الگوریتم لان قبل و بعد از اضافه کردن چند رقم صفر به اول رشته نتیجه یکسانی خواهد داشت.

## توضیح غیر رسمی
این فرمول یک عدد را در برابر رقم تطبیق آن درستی یابی می‌کند، که عموماً به بک شماره حساب پاره ای به منظور تولید شماره حساب کامل اضافه می‌شود. این شماره حساب باید تست زیر را پاس کند:
1. با شروع از اولین رقم سمت راست و حرکت به سمت چپ، یکی در میان رقم‌های شماره زوج را دو برابر کند.
2. ارقام اعداد دو برابر شده را با اعدادی که دو برابر نشده‌اند جمع کند.
3. اگر جواب جمع در پیمانهٔ ۱۰ صفر شود، این شماره حساب درست می‌باشد ، در غیر این صورت اعتبار ندارد.

| Account number     | ۷ | ۹  | ۹ | ۲ | ۷ | ۳ | ۹ | ۸  | ۷ | ۱ | x   |
| Double every other | ۷ | ۱۸ | ۹ | ۴ | ۷ | ۶ | ۹ | ۱۶ | ۷ | ۲ | x   |
| Sum of digits      | ۷ | ۹  | ۹ | ۴ | ۷ | ۶ | ۹ | ۷  | ۷ | ۲ | =۶۷ |

رقم تطبیق (x) بوسیلهٔ محاسبهٔ ضرب جمع ارقام در ۹ در پیمانه ۱۰ بدست می آید. به بیان Layman:
1. مجموع ارقام ۶۷ را محاسبه کن(۶۷).
2. در ۹ ضرب کن (۶۰۳).
3. رقم آخر را بگیر(۳).
4. نتیجه رقم تطبیق می‌باشد .

روش جایگزین: رقم تطبیق بوسیلهٔ محاسبه تفریق رقم اول مجموع ارقام از ۱۰ بدست می آید.
1. مجموع ارقام ۶۷ را محاسبه کن(۶۷).
2. رقم یکان آن را در نظر بگیر(۷).
3. رقم یکان را از ۱۰ کم کن.
4. نتیجه ۳ می‌شود که رقم تطبیق است.

همهٔ این اعداد ۷۹۹۲۷۳۹۸۷۱۰، ۷۹۹۲۷۳۹۸۷۱۱، ۷۹۹۲۷۳۹۸۷۱۲، ۷۹۹۲۷۳۹۸۷۱۳، ۷۹۹۲۷۳۹۸۷۱۴، ۷۹۹۲۷۳۹۸۷۱۵، ۷۹۹۲۷۳۹۸۷۱۶، ۷۹۹۲۷۳۹۸۷۱۷، ۷۹۹۲۷۳۹۸۷۱۸، ۷۹۹۲۷۳۹۸۷۱۹ به صورت زیر درستی یابی می‌شوند.
1. همه ارقام را یکی در میان از سمت راست دو برابر کن: (1×2) = 2, (8×2) = 16, (3×2) = 6, (2×2) = 4, (9×2) = ۱۸
2. مجموع همی ارقام را محاسبه کن (ارقام داخل پرانتز جواب ضرب‌های مرحله ۱ هستند): + x(رقم تطبیق) + (2) + 7 + (1+6) + 9 + (6) + 7 + (4) + 9 + (1+8) + 7 = x + 67.
3. اگر مجموع مضربی از ۱۰ بود، شماره حساب احتمالاً معتبر می‌باشد . ۳ تنها رقم معتبر است که مجموع ۷۰ را تولید می‌کند که مضربی از ۱۰ می‌باشد .
4. بنابراین همه شماره حساب‌ها نا معتبر هستند بجز ۷۹۹۲۷۳۹۸۷۱۳ که دارای رقم تطبیق درست می‌باشد .

## پیاده سازی درستی یابی رقم تطبیق
در پایتون:
```
def
 
is_luhn_valid
(
cc
):

    
num
 
=
 
map
(
int
,
 
str
(
cc
))

    
return
 
sum
(
num
[::
-
2
]
 
+
 
[
sum
(
divmod
(
d
 
*
 
2
,
 
10
))
 
for
 
d
 
in
 
num
[
-
2
::
-
2
]])
 
%
 
10
 
==
 
۰

```

## محاسبه رقم تطبیق
پیاده سازی بالا درستی یک شماره ورودی را با یک شماره تطبیق چک می‌کند. برای محاسبه رقم تطبیق تغییر کوچکی در پیاده‌سازی نیاز است:
1. سوییج کردن بین ضرب فرد و زوج.
2. اگر مجموع به پیمانه ۱۰ صفر شد آنگاه رقم تطبیق صفر است.
3. در غیر این صورت رقم تطبیق برابر رقم اول مجموع - ۱۰ می‌باشد .

در پایتون:
```
def
 
calculate_luhn
(
cc
):

    
num
 
=
 
list
(
map
(
int
,
 
str
(
cc
)))

    
check_digit
 
=
 
10
 
-
 
sum
(
num
[
-
2
::
-
2
]
 
+
 
[
sum
(
divmod
(
d
 
*
 
2
,
 
10
))
 
for
 
d
 
in
 
num
[::
-
2
]])
 
%
 
10

    
return
 
0
 
if
 
check_digit
 
==
 
10
 
else
 
check_digit

```

### پیاده سازی های دیگر
- Luhn implementations in Javascript
- Luhn generation and validation in php
- Validation of Luhn in PHP
- Implementation of the above php class regarding alphanumerics
- Ruby: Luhn validation, Luhn generation

### همچنین نگاه کنید
- شماره کارت بانکی
- Luhn checking bank card numbers